# Antonio Juan Marcos Villarreal
Antonio Juan Marcos Villarreal, (12 de mayo de 1976, Torreón, Coahuila) político y empresario mexicano, miembro del Partido Revolucionario Institucional, legislador local de Coahuila.

## Biografía
Hijo del también político Salomón Juan Marcos Issa y de Rocío Villarreal Asunsolo, pertenece una de las familias de mayor arraigo empresarial en Torreón, Coahuila, en donde hizo sus estudios primarios, de educación media y superior. En 1999 se graduó como licenciado en Administración de Empresas en el Instituto Tecnológico de Estudios Superiores de Monterrey. Afiliado al Partido Revolucionario Institucional desde los 18 años.

## Organismos empresariales
En el ramo empresarial llegó a ser presidente de la Cámara Nacional de la Industria del Vestido en su delegación Laguna y presidente del Consejo Lagunero de la Iniciativa Privada, así como presidente del organismo Forjadores de Esperanza A.C..
Se ha desempeñado como consejero  en la Comisión Nacional de Transporte Mexicano, en el Sistema de Mejoras de Agua y Saneamiento de Torreón y de la asociación civil Fíjate en La Laguna. Fue miembro fundador de la Comisión Interestatal para el Desarrollo de la Comarca Lagunera (CIDER) y miembro del Consejo Directivo de la Comisión Coahuilense de Conciliación y Arbitraje. En el 2009 fue abanderado del Plan Torreón, el cual es un esfuerzo ciudadano para la mejora de la ciudad de Torreón.

## Política
Fue diputado estatal de Coahuila en 2005 por representación proporcional, en 2009 fue designado director de Organismos Descentralizados y luego secretario de Desarrollo Regional de La Laguna. En 2011, fue elegido diputado del VII distrito local de Coahuila, ejerciendo desde entonces como miembro de la LIX Legislatura.